# Ets meva
Ets meva (títol original en anglès: You Belong to Me) és una pel·lícula estatunidenca de 1941 dirigida per Wesley Ruggles, i doblada al català.

## Argument
Un playboy milionari troba en unes vacances a la neu una seductora doctora, de la qual no triga a enamorar-se.
Es casen gairebé immediatament però absorbida per la seva professió de metge, la seva esposa ni tan sols pot passar la seva nit de noces en la seva companyia. La seva dona continua treballant nit i dia, no triga a provar la gelosia quan es fixa que la majoria dels seus pacients són joves i bells homes.
Per canviar les idees, és contractat com a empleat en uns grans magatzems però als seus col·legues els costa acceptar la presència d'un home que no necessita treballar per viure. Finalment, el milionari comprarà un hospital que dirigirà amb la seva dona.

## Repartiment
- Barbara Stanwyck: Dr. Helen Hunt
- Henry Fonda: Peter Kirk
- Edgar Buchanan: Billings
- Roger Clark: Frederick Vandemer
- Ruth Donnelly: Emma
- Melville Cooper: Moody
- Ralph Peters: Joseph
- Maude Eburne: Ella
- Renie Riano: Minnie
- Ellen Lowe: Eva
- Gordon Jones: Robert 'Oily' Andrews
- Paul Harvey: Attorney Barrows
- Larry Parks: Blemish (no surt als crèdits)